# ألفونس تسيلر
ألفونس زيلر (بالألمانية: Alfons Zeller )‏ (و. 1945 – م) هو سياسي، من ألمانيا، هو عضوٌ في حزب الاتحاد الاجتماعي المسيحي بولاية بافارياشارك في الانتخابات الرئاسية الألمانية 2004.

## مناصب
تولى منصب عضو مجلس الشورى الموحد بافاريا.

## جوائز
حصل على جوائز منها:
- وسام الاستحقاق البافاري
- صليب وسام الاستحقاق من جمهورية ألمانيا الاتحادية
- الميدالية الدستورية البافارية الذهبية ‏.